# James Sorensen
James Sorensen (ur. 18 lipca 1986 r. w Melbourne, Australia) – australijski aktor i model, znany z serialu Na wysokiej fali.

## Filmografia
- Na wysokiej fali (Blue Water High) jako Mike Kruze (26 epizodów, 2006)
- Hating Alyson Ashley (australijska komedia, 2005)
- Sąsiedzi (Neighbours) jako Declan Napier (2007)